# Парусный туризм
Па́русный тури́зм (я́хтинг, люби́тельское морепла́вание) в широком смысле — прогулки и плавания на парусниках ради отдыха, развлечения, укрепления здоровья, знакомства с природой и достопримечательностями, других познавательных или амбициозных целей. Как один из видов спортивного туризма, парусный туризм предполагает прохождение на малых парусных судах определённого маршрута по открытым акваториям (от крупных рек до морей и океанов), спортивность и сложность которого определяют характерными условиями плавания, протяжённостью, удаленностью от укрытий и другими факторами. При этом участники парусного туристского похода не являются пассажирами, каждый из них выполняет определённые обязанности в экипаже судна и жизнеобеспечении группы.

## История
Ещё в дореволюционной России был известен ряд конструкций байдарок и других лёгких лодок с парусным вооружением, использовавшихся энтузиастами в целях туризма.
В ходе развития водного туризма в СССР парус использовали в водных походах, но, как правило, эпизодически, для преодоления озёр между порожистыми участками рек. Отношение к парусу в среде туристов-водников было скептическим, применение несовершенных вспомогательных парусов только снижало темп движения группы, а в случае усиления ветра представляло на открытой воде серьёзную опасность.
Первые объединения энтузиастов применения паруса в водном туризме возникли в Москве и Ленинграде в 1972—1973 годах как секции при клубах туристов.
В последующие годы был накоплен опыт плаваний, конструирования судов и парусного вооружения, разработана тактика парусных походов и требования к их безопасности. При поддержке журналов Катера и Яхты и Турист регулярно проводили регаты и ралли парусных туристских судов. В 1980-е годы парусный туризм был признан самостоятельным видом спортивного туризма.

## Суда для парусного туризма
Поскольку парусный туризм в СССР развивался в системе самодеятельного туризма независимо от крейсерского яхтинга, основную массу использовавшихся туристами судов составили легкие разборные и надувные лодки, которые можно было перевозить общественным транспортом и хранить дома. Парусное вооружение было обычно самодельным. В начале 1970-х годах в продажу поступали суда польского производства — разборные парусные швертботы Мева и байдарки Нептун с парусным вооружением; в 1980-х годах в СССР был освоен выпуск разборных катамаранов Альбатрос и Простор.
Начиная с 2000 года на рынке представлено множество судов, пригодных для парусного туризма, продолжают появляться и новые суда самостоятельной постройки. Всё шире используют для целей туризма небольшие яхты, например, класса Микро. С другой стороны, появились разборные надувные суда, на которых совершают океанские плавания.
Основные типы судов для парусного туризма:
- катамараны:
  - из двух байдарок (вытеснены надувными катамаранами),
  - на надувных баллонах[7],
  - жёсткокорпусные.
- тримараны:
  - из байдарок с поплавками-аутригерами,
  - надувные,
  - жёсткокорпусные.
- швертботы.
- байдарки и каноэ.
- надувные и каркасно-надувные лодки.
- ялы и открытые лодки других типов.
- жёсткокорпусные парусные яхты.

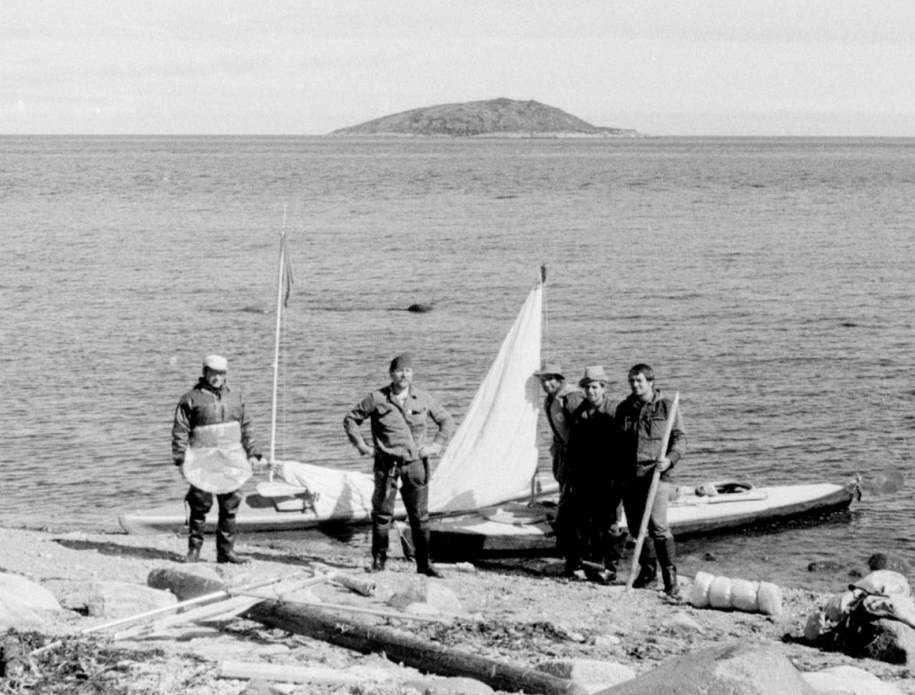
Парусно-гребные байдарки
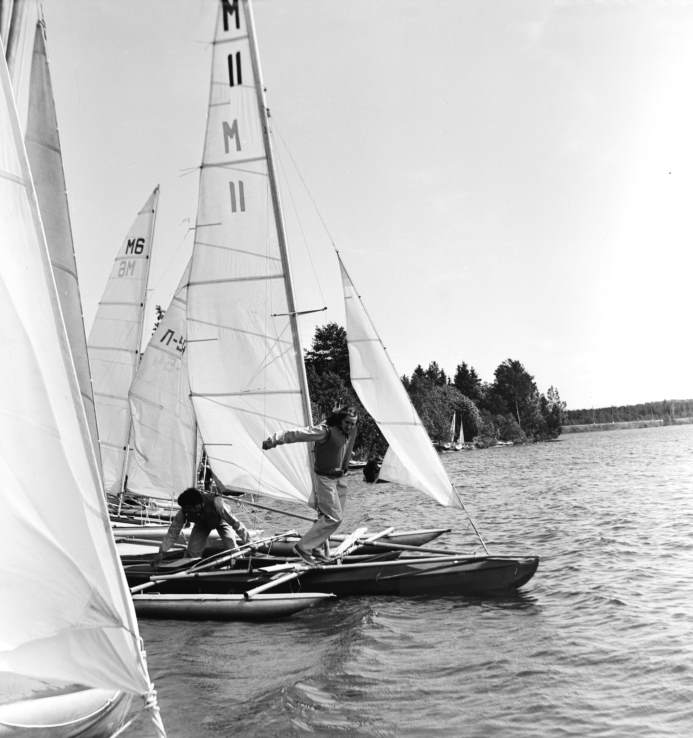
Байдарочный тримаран
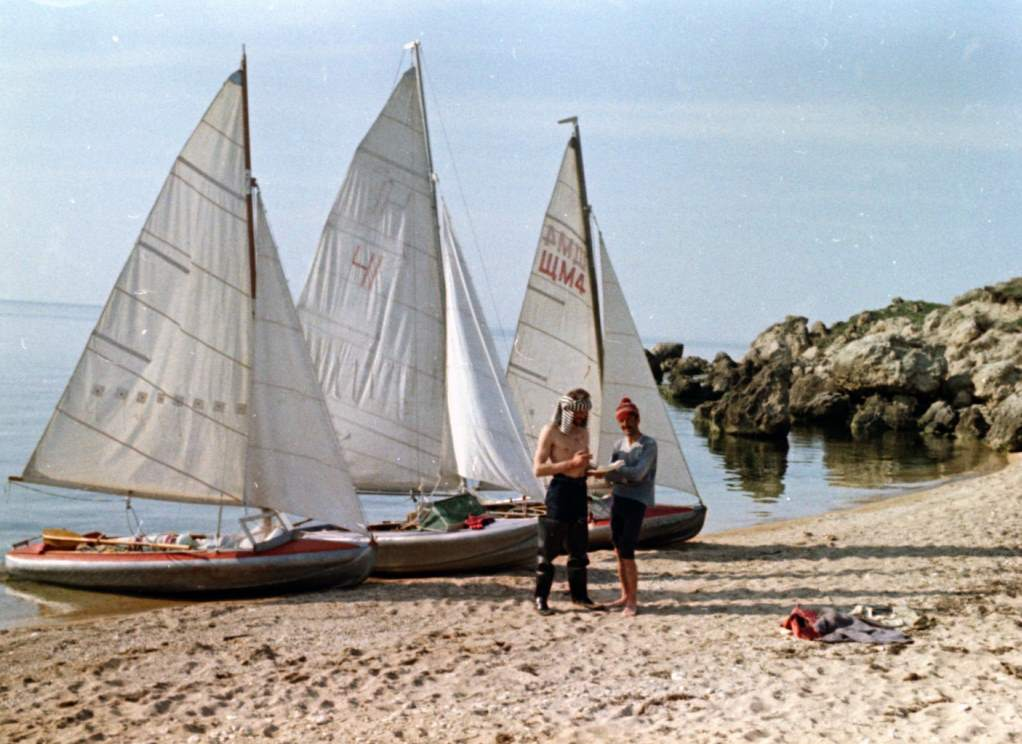
Швертботы Мева
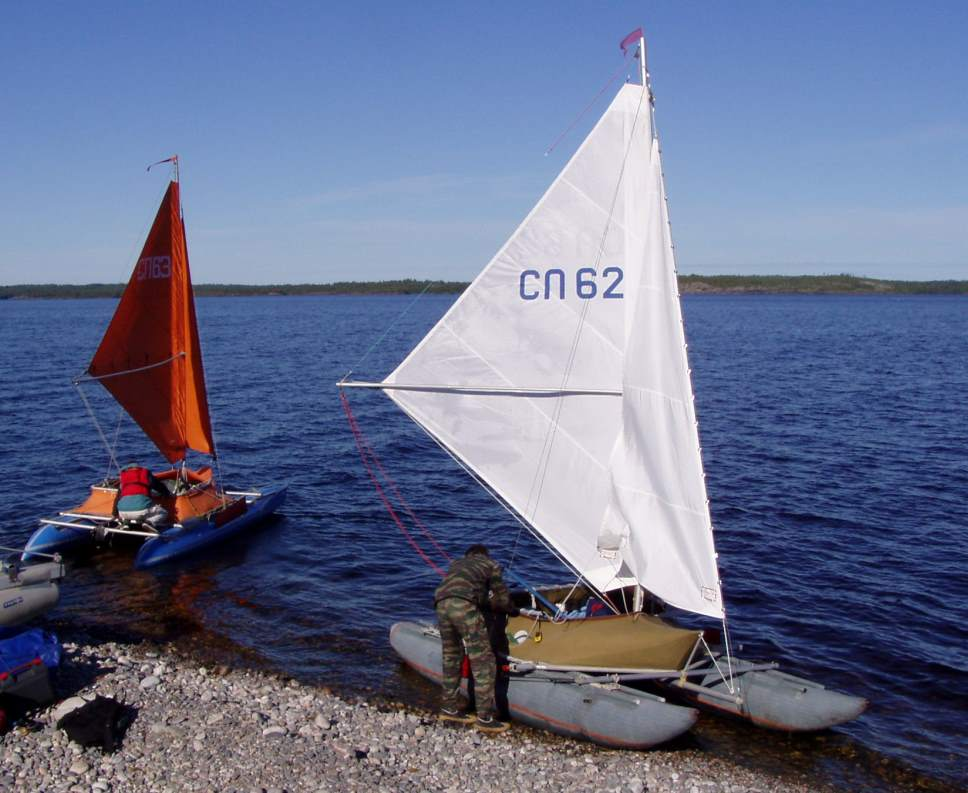
Альбатросы
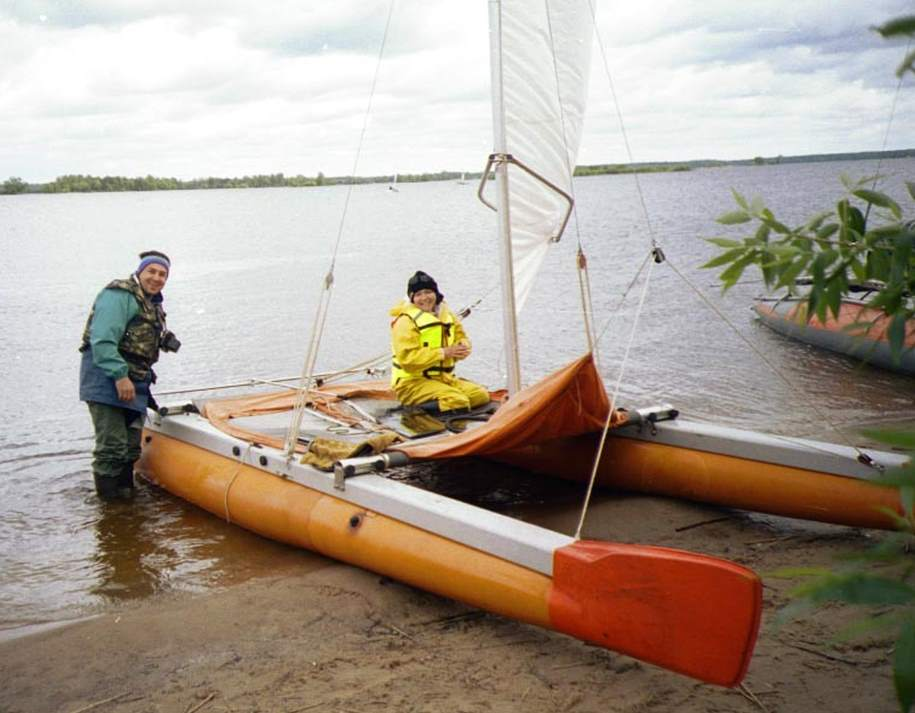
Катамаран Простор
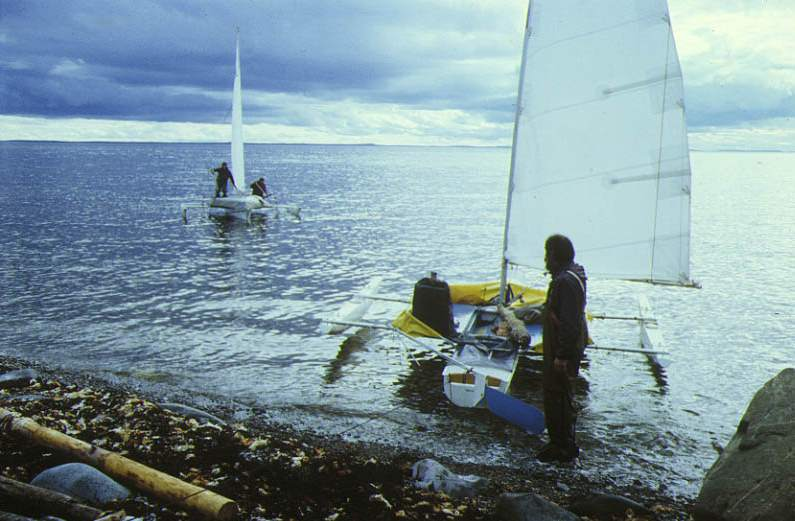
Тримараны Янтарь
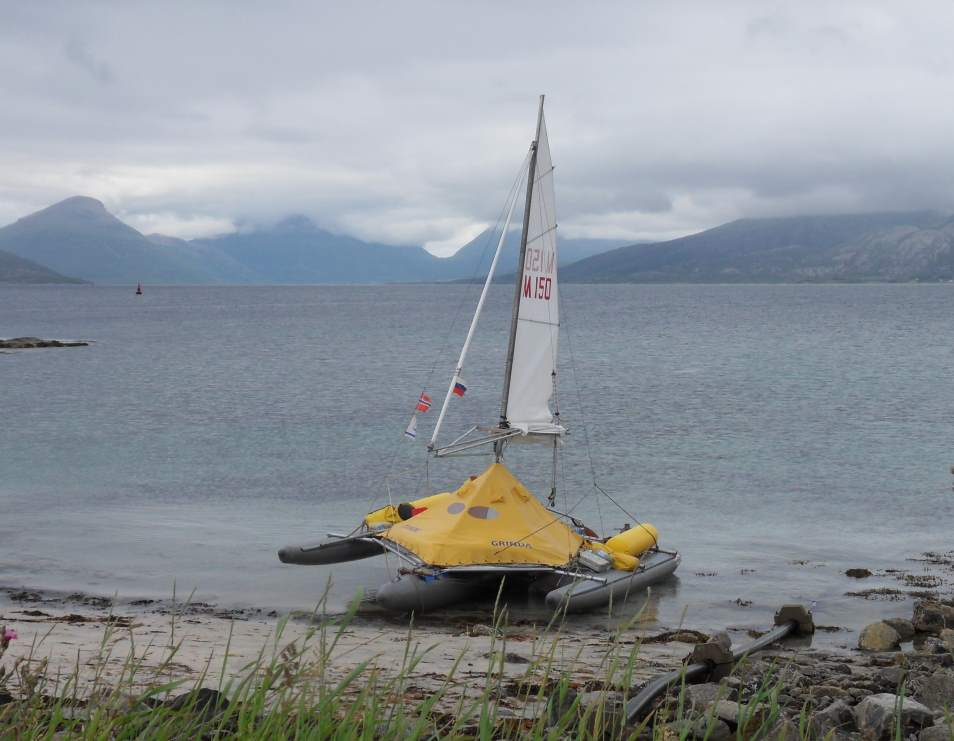
Тримаран Фрези Грант

## Категории сложности в парусном туризме
Впервые категорирование парусных туристских маршрутов появилось в «Методических указаниях по обеспечению безопасности в походах по открытым акваториям с применением паруса», утверждённых Президиумом ФТ МГСТЭ 29.09.1981 года. С тех пор систему категорий несколько раз пересматривали в сторону усложнения маршрутов. Ниже приведены показатели сложности парусных маршрутов на 2001—2004 годы, фактически не пересматривавшихся до 2020 года.
| Показатель                        | 1 к.с. | 2 к.с. | 3 к.с. | 4 к.с. | 5 к.с.! |
| --------------------------------- | ------ | ------ | ------ | ------ | ------- |
| Протяжённость, км                 | 150    | 200    | 300    | 400    | 500     |
| Характерная ширина водоёма, км    | до 5   | до 40  | до 200 | неогр. | неогр.  |
| Наибольшее удаление от берега, км | 0,5    | 3      | 8      | 15     | 20      |
| Наибольшая скорость ветра, м/с    | 5-6    | 6-7    | 7-8    | 8-9    | 12-13   |